# Кралик, Ян
Ян Кралик (чеш. Jan Králík, 7 марта 1987, Усти-над-Лабем, ЧССР) — чешский футболист, нападающий клуба «СК Брно».

## Клубная карьера
Родился в семье профессионального футболиста. Футболом начал заниматься с четырёх лет. В 12-летнем возрасте переехал в Теплице, где продолжил обучение в футбольной школе одноимённого футбольного клуба. В семнадцать лет в течение трёх месяцев занимался в школе миланского «Интера». После того, как поселился в Праге, стал защищать цвета команды «Виктория Жижков». Более трёх лет провёл в братиславском «Словане», но на поле появлялся редко из-за травм и конкуренции в составе.
9 сентября 2011 подписал двухлетний контракт с украинским клубом ПФК «Александрия» с условием, в случае вылета клуба в первую лигу, получения статуса свободного агента. По результатам сезона команда таки покинула Премьер-лигу, но Кралик остался в Александрии ещё на полсезона. Продолжил карьеру в чешских командах «Виктория Жижков» и «Усти-над-Лабем».